# Instituto Ibero-Americano

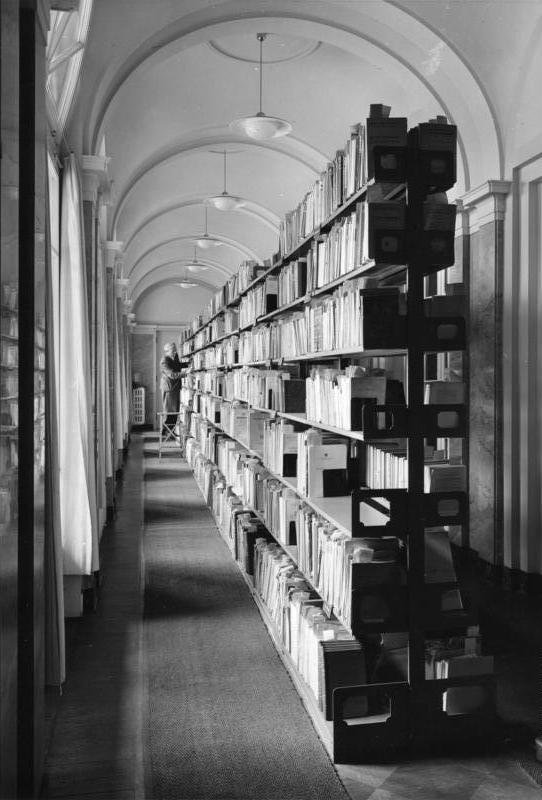
Ibero-Amerikanische Bibliothek (1958)

El Instituto Ibero-Americano de Patrimonio Cultural Prusiano (en alemán: Ibero-Amerikanisches Institut Preußischer Kulturbesitz, IAI) es un centro de investigación científica y de intercambio cultural situado en Berlín, Alemania. Su objetivo es el estudio interdisciplinario de las áreas geográficas de América Latina, España, Portugal y del Caribe. Es considerado como la mayor institución dedicada a la investigación de América Latina fuera de la misma.

## Creación
El Instituto Ibero-Americano fue fundado en 1930. Su biblioteca se basa en tres colecciones de libros: Al fin de la década de 1920, el erudito Ernesto Quesada regaló su biblioteca privada de 82.000 tomos al estado de Prusia. Adicionalmente el IAI consiguió la biblioteca especializada en México del geógrafo Hermann Hagen, quien con la colaboración del presidente mexicano Plutarco Elías Calles había juntado 25.000 tomos. A la biblioteca principal del instituto fueron donados muchos libros y documentos por Karl Ludwig Graf von Luxburg Furst zu Carolath-Beuthen und Prinz von Schoenaich-Carolath (en español: Karl Ludwig Conde de Luxburg Príncipe de Carolath-Beuthen y Príncipe de Schoenaich-Carolath) uno de los expertos más renombrados sobre América Latina en Alemania en aquel tiempo. Cuando en 1930 se disolvió el Instituto Latinoamericano (Institut für Lateinamerikakunde) en Hamburgo (recién fundado en 1925), su biblioteca de alrededor de 10 000 tomos también llegó al IAI. De esta manera la biblioteca del IAI en el momento de su fundación ya comprendía cerca de 120.000 libros. Así nació una biblioteca especializada con muchos libros raros y valiosos.

## Historia

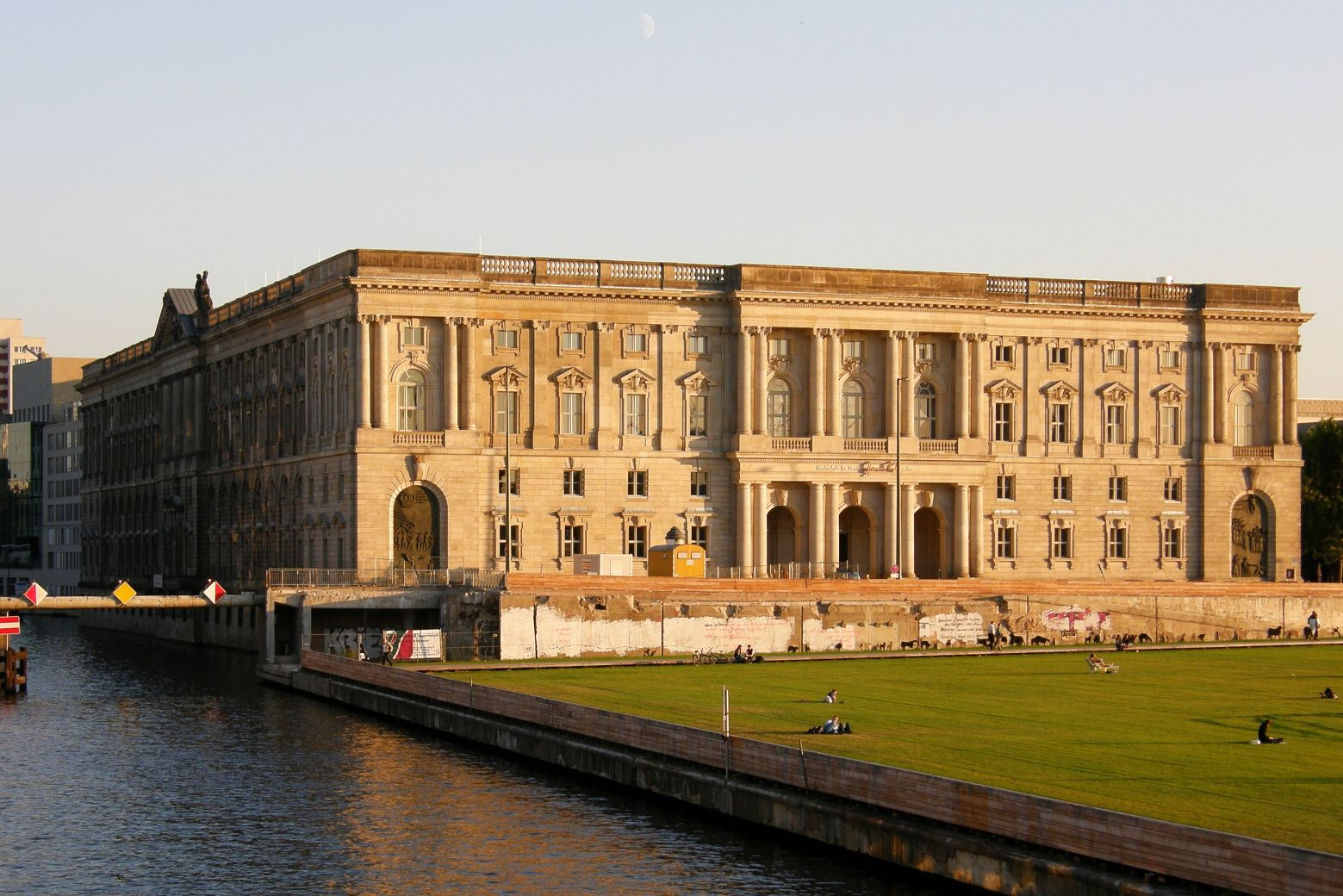
Neuer Marstall, sede original del instituto hasta la Segunda Guerra Mundial

Aparte de la biblioteca, un elemento esencial del Instituto Ibero-Americano ha sido el departamento de investigación. Al inicio este estaba alojado en el Nuevo Marstall (Neuer Marstall) cerca del Palacio Real de Berlín, pero se mudó durante la Segunda Guerra Mundial a Lankwitz, un barrio en el suroeste de Berlín. Bajo la dirección de Wilhelm Faupel el instituto formaba parte de la política exterior del Tercer Reich, entre otros participaba en las relaciones diplomáticas con Argentina y España. Faupel era amigo íntimo de la realeza Prusiana y Alemana la cual le ayudó fundamentalmente en la fundación del instituto y en su influencia en América Latina. Como consecuencia de la guerra se perdieron todos los archivos de esa época y los fondos que habían sido evacuados a otros lugares, aproximadamente 40.000 - 60.000 tomos nunca más se encontraron.

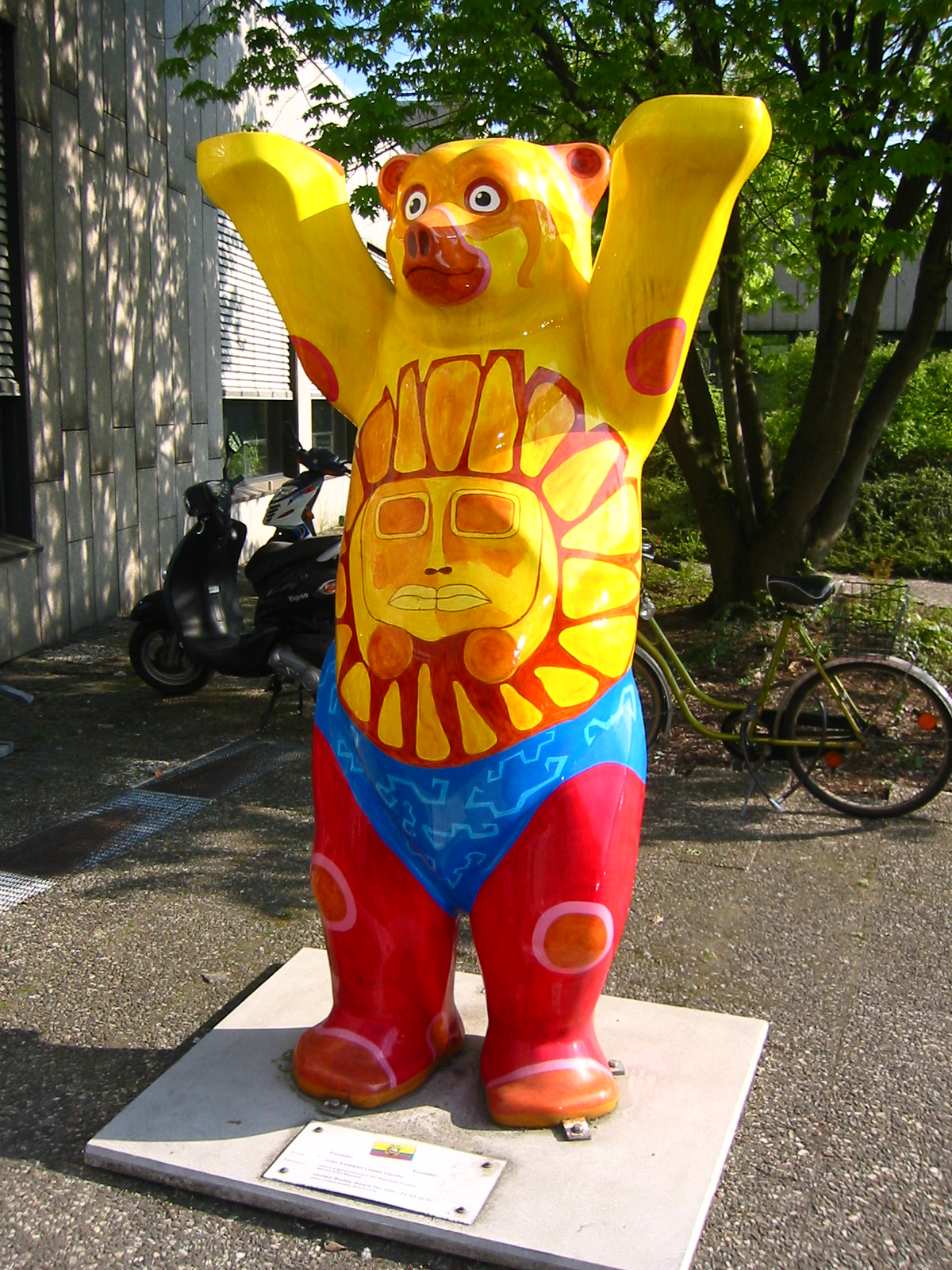
Oso Buddy - Delante de la entrada del Instituto (con diseños inspirados por Ecuador)

Después de la guerra, se quería cerrar al instituto por su involucración en el régimen nacionalsocialista. El 1 de abril de 1946, el estado federal de Berlín se responsabilizó de la financiación del instituto y así lo salvó. Durante este mismo año el nombre de la institución cambió a “Lateinamerikanische Bibliothek” (Biblioteca Latinoamericana). En 1954 fue rebautizado como “Iberoamerikanische Bibliothek“ (Biblioteca Iberoamericana). Tres años más tarde, la biblioteca fue acogida en la “Stiftung Preußischer Kulturbesitz” (Fundación Patrimonio Cultural Prusiano). En esta época, una de las tareas más importantes era recubrir los vacíos en los fondos, que resultaron de la imposibilidad de adquirir literatura en países de América Central y América del Sur durante y después de la guerra. Esto fue posible gracias a la ayuda de institutos, bibliotecas y otras instituciones en el exterior. Debido a la falta de espacio para los crecientes fondos, el IAI se mudó en 1976-77 a su nuevo edificio en la Potsdamer Straße 37, en el distrito central de Tiergarten. En 1977, la empresa Hall editó el catálogo por materias del IAI en 30 tomos.

## Estructura y fondos
Hoy el Instituto Ibero-Americano consiste de la biblioteca, del departamento de legados, colecciones especiales y proyectos y del departamento de servicios centrales. Es el más importante centro alemán para materias relacionadas con cultura de Latinoamérica, España y Portugal. 
El IAI tiene las siguientes colecciones especiales:
- Fonoteca: En la fonoteca se coleccionan medios auditivos, visuales y audiovisuales procedentes de Latinoamérica, España, Portugal y el Caribe. Actualmente los fondos consisten de aproximadamente 15.000 discos de vinilo, 2.000 sencillos, 1.000 discos de goma laca, 4.500 CD, 900 casetes y 1.200 cintas magnética con grabaciones.

- Colección de mapas: Desde 1957 se coleccionan mapas de América Latina y de la península ibérica, así como de antiguas colonias españolas y portuguesas. Actualmente los fondos comprenden cerca de 68.550 mapas impresas y 80 mapas dibujadas a mano, junto a 1.348 atlantes. El enfoque está en conjuntos de mapas y mapas históricos.

- Archivo de imágenes y diateca: Los dos se crearon en 1973. Comprenden cerca de 60.000 fotografías y 22.000 diapositivas sobre la América Latina, España y Portugal.

- Archivo de recortes de periódicos: Desde la fundación del instituto en 1930, se coleccionan artículos sobre la América Latina, España, Portugal y el Caribe. La colección consiste ahora de más o menos 300.000 recortes. En 1990, las colecciones de 76.000 recortes del Instituto de Política International y Economía (“Institut für Internationale Politik und Wirtschaft”) y del Instituto Alemán de Historia Contemporánea (“Deutsches Institut für Zeitgeschichte”), ambos de la República Democrática Alemana, han sido integrados a la colección del IAI. Desde 1999 ya no se archivan recortes de periódicos.

La sección de legados del IAI comprende entre otros los legados del americanista Eduard Seler y del arqueólogo Max Uhle. Además se encuentra una colección de fotografías tomadas en México por el reconocido fotógrafo Ernst Hugo Brehme. Las colecciones especiales contienen, entre otras, una colección de gráficos del grupo internacional de artistas Taller de Gráfica Popular y una extensa colección de la Literatura de cordel de Brasil.
El IAI edita publicaciones científicas, tanto monografías como revistas. La revista de investigación más importante se llama Iberoamericana. América Latina – España – Portugal y abarca temas de literatura, historia y ciencias sociales de Iberoamérica. Otras revistas editadas son Indiana (especializada en culturas indígenas) y la Revista Internacional de Lingüística Iberoamericana. La revista Ibero-Analysen trata temas de política, economía, sociedad y cultura en los países de América del Sur, y se dirige a un público más amplio. 
En su colección Ibero-Online.de se publican (virtualmente en forma de documentos PDF de libre acceso) ponencias que han sido presentadas en el IAI. La serie Ibero-Biografien comprende bibliografías seleccionadas de los fondos del Instituto Ibero-Americano sobre determinados temas, incluyendo las siglas de catálogo referentes. Adicionalmente se ha publicado una gran cantidad de obras sobre Ibero-América en las series Bibliotheca Ibero-Americana y Biblioteca Luso-Brasileira, a más de libros sobre otros asuntos que se editan fuera de serie.
El IAI es miembro de la red científica CEISAL y de la red de documentación REDIAL.

## Directores
- 1930-1934: Otto Boelitz
- 1934-1936: Wilhelm Faupel
- 1936-1938: Albrecht Reinecke
- 1938-1945: Wilhelm Faupel
- 1947-1957: Hermann Hagen
- 1957-1974: Hans-Joachim Bock
- 1975-1986: Wilhelm Stegmann
- 1987-1999: Dietrich Briesemeister
- 1999-2004: Günther Maihold
- 2005-: Barbara Göbel

## Literatura
- 75 Jahre Ibero-Amerikanisches Institut Preußischer Kulturbesitz. Berlín, 2005, ISBN 3-935656-22-X.
- Instituto Ibero-Americano (ed.), El Instituto Ibero-Americano de Berlín, Berlín, 2006, ISBN 3-935656-23-8.
- Reinhard Liehr/Günther Maihold/Günther Vollmer (Hrsg.): Ein Institut und sein General: Wilhelm Faupel und das Iberoamerikanische Institut in der Zeit des Nationalsozialismus. Frankfurt, 2003, ISBN 3-89354-589-1.
- Gudrun Schumacher und Gregor Wolff: Nachlässe, Manuskripte und Autographen im Besitz des IAI. Berlín, 2004 (PDF Archivado el 8 de octubre de 2018 en Wayback Machine.)